# Agrostis pyrogea
Agrostis pyrogea é uma espécie de gramínea do gênero Agrostis, pertencente à família Poaceae.